# 怪钟疑案
《怪鐘疑案》（英語：The Clocks），又译《鐘》、《怪鐘》，为英国推理小说作家阿加莎·克里斯蒂以赫丘勒·白羅为主角的一部作品，该书1963年11月7日由柯林斯犯罪俱樂部出版公司在英国初版，次年由道得密得出版公司在美国发行。
该书情节中一个显著的事实是，白羅从未亲自拜访过案件中的任何犯罪现场，或者和任何目击者或嫌疑人交谈，因为他面临这样一个挑战：证明他常常作为夸口的“罪案可以仅仅通过思维逻辑活动而得以解决”。这部小说亦标志着部分第一人称叙事这一写作技巧的回归，这一出现在早期波洛系列中的技巧已经在很大程度上被阿加莎·克里斯蒂弃用，但在之前的阿里亚登·奥利弗系列小说《白马酒館》（The Pale Horse）中开始使用。
罗伯特·伯纳德在评论这部小说时认为“（该书）叙述生动、合理，与其他的晚期作品迥然不同，你需要接受在这样一个小镇的新月形街区里生活着两个间谍和三个杀人犯。（顺利开始的）事件终成可悲的泡影，本身荒诞而引人入胜。包括第14章中波洛对其他小说中的侦探形象、以及推理小说写作中各种风格和流派的审慎思考”。